# Domenico Oliva
Domenico Oliva (Torino, 1º giugno 1860 – Genova, 28 aprile 1917) è stato un giornalista, politico, poeta, critico letterario, critico teatrale e drammaturgo italiano.

## Biografia

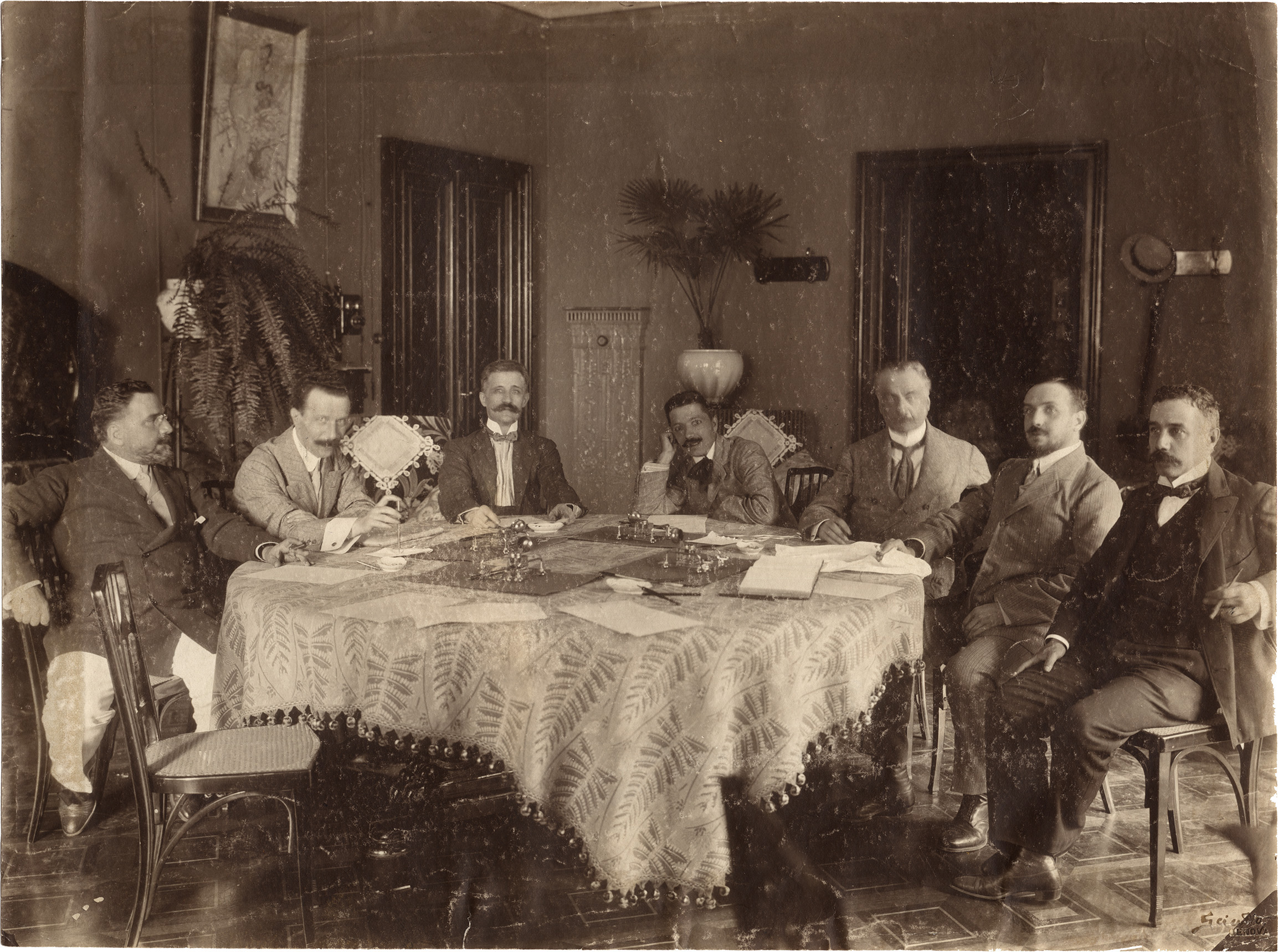
Da sinistra: Gerolamo Rovetta, Marco Praga, Giannino Antona Traversi, Augusto Novelli, Domenico Oliva, Renato Simoni e Sabatino Lopez nel 1907 a Genova

La sua famiglia ha origini napoletane. Si laurea in Giurisprudenza all'Università degli Studi di Parma, poi esercita l'avvocatura a Milano.
Nel capoluogo meneghino frequenta anche l'ambiente letterario. Nel 1888 è accolto al Corriere della Sera come critico letterario e commentatore politico. Nel 1890 collabora con Marco Praga alla stesura del libretto di Manon Lescaut per Puccini, in seguito terminato da Luigi Illica.
Nel 1897 si candida al Parlamento per la Destra, risultando eletto a Parma. Le sue Lettere di un giovane deputato vengono pubblicate sul settimanale a grande diffusione L'Illustrazione Italiana. L'anno seguente è il successore di Torelli Viollier alla direzione del Corriere, ma rimane stabilmente a Roma, preferendo seguire da vicino i lavori parlamentari. Nell'anno 1900 perde sia la carica di direttore, sia quella di deputato.
Grazie ai contatti con i politici Antonio Salandra e Sidney Sonnino, entra fin dal primo numero al quotidiano Giornale d'Italia, fondato nella capitale nel 1901. Oliva svolge mansioni di editorialista nonché di critico teatrale e letterario. Tiene una propria rubrica, «Note letterarie», dal 1901 al 1913.
Nel 1910 è tra i fondatori dell'Associazione Nazionalista Italiana. Nel 1913 lascia il Giornale d'Italia, in disaccordo con la linea neutralista decisa dagli editori, e passa a L'Idea Nazionale, organo dell'Associazione Nazionalista. Nel 1915 ne diventa direttore.
La morte lo coglie improvvisamente all'età di 57 anni.

## Opere
Poesia
- Pietas (Parma, 1880)
- Poesie (Milano, 1889)
- Il ritorno (Milano, 1895)

Teatro
- Robespierre (Galli, Milano, 1897 - rappresentato nel 1911)

Raccolte di articoli
- Note di uno spettatore (Zanichelli, Bologna, 1911)
- Il teatro in Italia nel 1909 (Quintieri, Milano, 1911)

Saggi e studi
- Il San Sebastiano e le Canzoni d'oltremare di Gabriele D'Annunzio (Ricciardi, Napoli, 1913)